# Ferrari 308 GTB

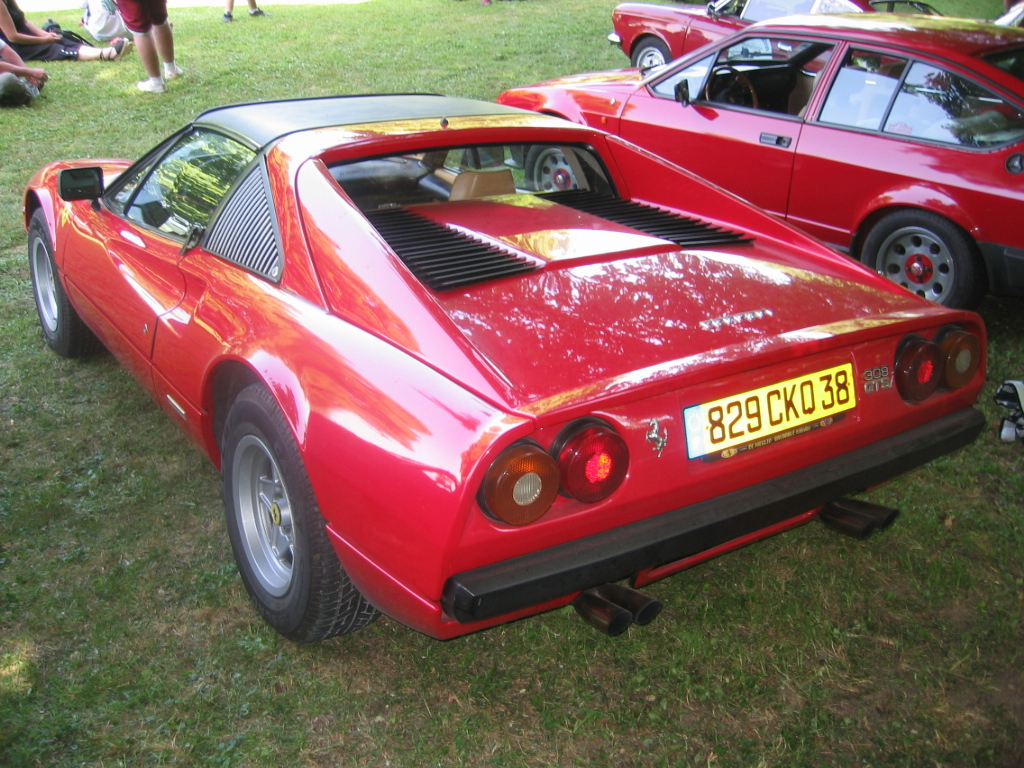
Ferrari 308 - tył

Ferrari 308 GTB – włoski samochód sportowy produkowany od 1975 r., będący rozwinięciem konstrukcji 308 GT4. W stosunku do GT4 nowe było tylko nadwozie zaprojektowane przez firmę nadwoziową Pininfarina i produkowane dla Ferrari przez firmę Carrozzeria Scaglietti. W 1976 roku firma Bertone, na salonie samochodowym w Turynie, zaprezentowała swoje nadwozie dla Ferrari 308 GTB, ale nie weszło ono do seryjnej produkcji.

## Dane techniczne
Ogólne:
- Lata produkcji: 1975 - 1980[1]
- Projekt: Pininfarina

Opony:
- Przód: 205/70 VR14[1]
- Tył: 205/70 VR14[1]

Osiągi:
- Prędkość maksymalna: 247 km/h[1]
- 0-100 km/h: 6,7 s
- Moc maksymalna: 255 KM (188 kW) przy 7600 obr./min[1]
- Maksymalny moment obrotowy: 283 Nm przy 5000 obr./min

Napęd:
- Typ silnika: V8[1]
- Pojemność: 2949 cm³ (2,9 l)[1], 2 zawory na cylinder
- Średnica cylindra x skok tłoka: 78 mm x 68 mm[1]
- Gaźnik: cztery gaźniki Weber[1]
- Stopień sprężania: 8,8:1
- Napęd: oś tylna[1]

## Samochód w kulturze popularnej
W serialu Magnum P.I. Thomas Magnum, grany przez Toma Selleck'a, poruszał się czerwonym 308 GTS.